# Музей Вильгельма Хака
Музей Вильгельма Хака (также Музей имени Вильгельма Хака; нем. Wilhelm-Hack-Museum) — художественная галерея в городе Людвигсхафен-ам-Райн (земля Рейнланд-Пфальц), открытая в 1979 году; является одним из ключевых музеев современного искусства в регионе, основой коллекции которого стало собрание предпринимателя Вильгельма Хака, завещанное городу в 1971 году; музей известен керамическим фасадом на юго-восточной стороне своего здания, созданным каталонским художником Жоаном Миро в 1980 году (см. Стена Миро); площадь выставочного помещения музея превышает 3000 м².

## История и описание

### Коллекция и создание
Власти города Людвигсхафен-ам-Райн начали активно покупать произведения искусства — картины, скульптуры и графические работы — после Первой мировой войны; в основном их интересовали работы местных авторов — например, Иоганна Георга Мюллера, Макса Слефогта, Карла Диллингера, Отто Дилла и так далее. Несмотря на значительные потери, понесённые городской коллекцией в годы Второй мировой войны, покупки продолжились и в конце 1940-х годов. По словам тогдашнего мэра Ханса Клюбера (1902—1981), с 1953 года акцент сместился на произведения экспрессионистов, дабы продвигать стиль искусства, «который в эпоху варварства был осмеян и преследовался как „дегенеративное“ искусство». В результате, город стал обладателем целой серии работ известных экспрессионистов, включая Эрнста Людвига Кирхнера, Макса Пехштейна, Эмиля Нольде и Макса Бекмана.
Последним толчком к основанию собственного музея стало масштабное пожертвование, сделанное предпринимателем Вильгельмом Хаком, который в 1971 году завещал свою коллекцию произведений искусства городу Людвигсхафен. В дополнение к фонду «Gondorfer Fund» — собранию артефактов периода Великого переселения народов — и серии средневековых работ, коллекция Хака включала в себя множество произведений классического модернизма, созданных с 1910-х по 1950-е годы. Василий Кандинский, Казимир Малевич, Пит Мондриан, Джексон Поллок и Макс Билль были представлены в собрании; в итоге фонду «Wilhelm-Hack-Stiftung» удалось к 1979 году собрать почти 10000 произведений. В 1988 году музей Хака стал владельцем одной из крупнейших немецких коллекций графики и работ, созданных в 1960-х и 1970-х годах (включая поп-арт) — благодаря пожертвованию от дюссельдорфского адвоката и мецената Хайнца Бека (Sammlung Beck). С момента основания музей посетили более двух миллионов человек.
Ассоциация «Förderkreis Wilhelm-Hack-Museum» была основана в год открытия музея, чтобы поддержать его работу, а также и для того, чтобы горожане могли внести свой вклад в его деятельность — сегодня ассоциация насчитывает около 1500 членов. Деятельность ассоциации позволяет приобретать новые произведения искусства, издавать каталоги и проводить дополнительные мероприятия, включая посредничество в сфере современного искусства. С 1995 года ассоциация руководит и музейным магазином, доходы от которого идут в бюджет музея. В 2017 году была создана группа «Wilhelms Freunde», которая объединяет молодых людей (в возрасте от 20 до 35 лет), желающих поддержать музей.

### Здание
С создание фонда Вильгельма Хака, устав которого был официально одобрен городским советом Людвигсхафена в июле 1971 года, город в то же время взял на себя обязательство построить здание адекватное имевшийся коллекции — которое, кроме того, должно было носить имя основателя. В сентябре 1972 года был объявлен общенациональный архитектурный конкурс на новое здание, которое планировалось разместить в центре города. Победителями конкурса стали штутгартские архитекторы из бюро «Hagstolz und Kraft», проект которых был окончательно одобрен в ноябре 1973 года; само строительство началось в мае 1975. Три года спустя, 28 апреля 1979 года, музей имени Вильгельма Хака впервые открыл свои двери — отличительной особенностью здания стала его «открытая архитектура», которая получила своё отражение как внутри здания, так и снаружи. Архитекторы сознательно избегали всевозможных «порогов» и «препятствий», таких как лестницы или массивные порталы, которые были обычны в старых музейных зданиях, построенных в XIX веке (см. доступная среда). Вместо этого музейное здание получило стеклянную входную дверь и стеклянный фасад, опоясывающий большую часть здания. Открытый характер продолжается и в интерьере здания, имеющего общую выставочную площадь в 3000 квадратных метров.
Специальные (временные) выставки, посвящённые произведениям современного искусства, проходят на нижнем уровне музейного здания, который представляет собой легко модифицируемое пространство, разделяемое перегородками. В здании есть и аудитория, которая используется для конференций, концертов и иных мероприятий. Презентация основной (постоянной) коллекции ведётся на нескольких верхних уровнях: специальные галереи, мостовые конструкции, окна и лестницы создают для зрителя «интересные» визуальные перспективы. Административные помещения и школа живописи при музее, предлагающая курсы и мастерские, расположены в правой части здания — и в его подвале. С апреля 2008 года по февраль 2009 года музей был отремонтирован; стоимость реконструкции составила 4,6 миллиона евро. В результате, музей получил систему солнечных батарей, новейшие кондиционеры и обновлённую систему освещения.